# Gaby
Gaby (alemany Goabi) és un municipi italià, situat a la regió de Vall d'Aosta. L'any 2007 tenia 487 habitants. És un dels municipis on hi viu la minoria walser, de parla alemanya, però on hi forma un illot arpità. Limita amb els municipis d'Andorno Micca (BI), Brusson, Callabiana (BI), Gressoney-Saint-Jean, Issime, Piedicavallo (BI), Rassa (VC) i Sagliano Micca (BI). Forma part de la Comunitat Muntanyenca Walser Alta Vall del Lys (Walsergemeinschaft Oberlystal).

## Administració
| Període | Identitat        | Partit           |
| ------- | ---------------- | ---------------- |
| 2005-   | Emilio Bastrenta | Unió Valldostana |

## Personatges il·lustres
- Jean-Joconde Stevenin, religiós i polític.

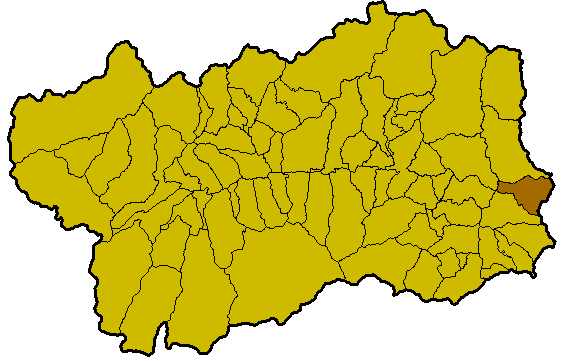
Situació de Gaby a la Vall